# تينا لويز
تينا لويز (بالإنجليزية: Tina Louise)‏؛ (11 فبراير 1934 -)، ممثلة، مغنية، ومؤلفة أمريكية.

## النشأة
ولدت تينا بلاكير في مدينة نيويورك لعائلة يهودية. وهي ابنة وحيدة، ربتها والدتها، بيتي هورن مايرز (1916-2011)، وهي عارضة أزياء. والد تينا، جوزيف بلاكير، كان صاحب متجر للحلوى في بروكلين وبعد ذلك عمل محاسبا. زعم أن اسم «لويز» قد تم إضافته خلال سنة التخرج من المدرسة الثانوية عندما ذكرت لمدرس الدراما أنها كانت الفتاة الوحيدة في الفصل دون اسم أوسط. فاختار لها اسم «لويز»، ثم لازمها الاسم. التحقت بجامعة ميامي في أوهايو.

## حياتها الفنية

### الأعمال المبكرة
في سن مبكرة بعمر سنتان فقط، حصلت تينا على أول دور لها، بعد أن ظهرت في إعلان لمتجر الحلوى الخاص بوالدها. لعبت العديد من الأدوار حتى قررت أنه من الأفضل التركيز في الدراسة. في سن 17، بدأت لويز في دراسة التمثيل والغناء والرقص. درست التمثيل بواسطة سانفورد مايسنر في المسرح الراقي نيبر هود بلاي هاوس في مانهاتن. خلال سنواتها الأولى في التمثيل، عرض عليها أعمال عرض الأزياء، بما في ذلك كنجمة صاعدة، جنبا إلى جنب مع جين مانسفيلد، كانت منتج مؤيد فيكتالوج هوليوود لفريدريك في عام 1958، وظهرت على غلاف العديد من مجلات الإثارة مثل آدم، سير! ومودرن مان. لها صور لاحقة لمجلة بلاي بوي (مايو 1958 أبريل 1959)، وقد تم تنظيمها من قبل ستوديو كولومبيا بيكتشرز في محاولة لزيادة دعم الممثلة الشابة.

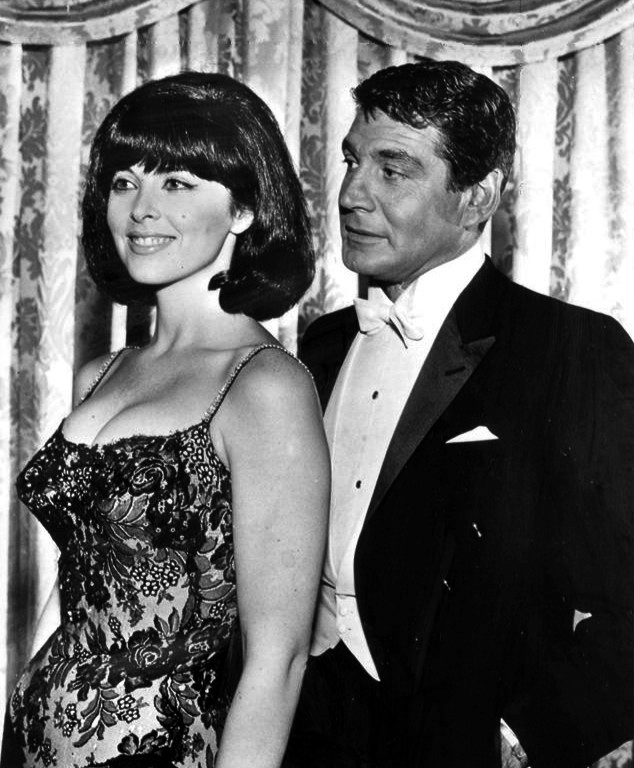
تينا لويز مع جين باري من مسلسل قانون بيرك عام 1964.

عملت لأول مرة كممثلة في عام 1952 في العمل المسرحي الموسيقي لبيت ديفيس شركتان، وتلاها أدوار أخرى من إنتاج برودواي، مثل تقويم جون موراي أندرسون، الموسم الخامس، وهل النجاح سيفسد روك هنتر؟ ظهرت في العديد من أوائل الأعمال الدرامية التلفزيونية مثل ستوديو واحد، معرض المنتجين، وموعد مع مغامرة. في عام 1957، ظهرت في برودواي في المسرحية الموسيقية ليل أبنر. صدر ألبومها، حان الوقت لتينا، في ذلك العام.

### هوليوود وجزيرة جيليجان
قامت لويز بالظهور في أول فيلم لها في هوليوود في عام 1958 في أرض الله الصغيرة. في ذلك العام نفسه، دعاها مجلس الفنون الوطني ب«أجمل ذات شعر أحمر في العالم». وأصبحت ممثلة مطلوبة بشكل رئيسي لأبرز نجوم مثل روبرت تايلور وريتشارد ويدمارك وروبرت ريان، وغالبا ما لعبت أدوار حزينة جدا على عكس صورها الساحرة وصور البلاي بوي، أصبحت مشهورة في أواخر عقد 1950، كما رفضت أدوار في ليل أبنر وعملية التنورة الداخلية، وأخذت أدوار في برودواي والسينما الإيطالية وهوليوود. من بين أعمالها البارزة في الأفلام الإيطالية كان الفيلم الملحمي التاريخي غاريبالدي (1960) للمخرج روبرتو روسيليني، الذي يهتم بجهود غاريبالدي لتوحيد الدول الإيطالية في عام 1860. عندما عادت لويز إلى الولايات المتحدة، بدأت الدراسة مع لي ستراسبرغ وفي النهاية أصبحت عضوا في استوديو الممثلين. ظهرت في عام 1962 في حلقة من ذا ريال مكويس، والتر برينان سيت كوم، وفيلم لأولئك الذين يفكرون بالشباب عام 1964، مع بوب دينفر، قبل تطوير جزيرة جيليجان.
في عام 1964، غادرت عمل برودواي الموسيقي تلاشى – ظهر للقيام بدور النجمة جينجر غرانت في السيت كوم جزيرة جيليجان، بعد أن رفضت جين مانسفيلد الدور. ومع ذلك، كانت غير راضية عن الدور وكانت قلقة بحصرها في نفس الأدوار. الدور جعل لويز أيقونة شعبية للعصر، وفي عام 2005 في حلقة من تي في لاند أفضل عشرة وضعت في المرتبة الثانية بعد هيذر لوكلير من أفضل رموز الجنس في التلفزيون على الإطلاق.
بعد انتهاء السلسلة في عام 1967، واصلت لويز العمل في السينما وقدمت العديد من الأدوار كضيفة شرف في مختلف المسلسلات التلفزيونية. ظهرت في هيلم الجاسوسية الساخر الطاقم المحطم (1969) مع دين مارتن. لعبت لويز دور ربة منزل في الضواحي المنكوبة في فيلم زوجات ستبفورد (1975)، وقد تم استقبال كلا من الفيلم وأدائها بشكل جيد.
حاولت إسقاط صورتها الكوميدية بالظهور في أدوار أكثر حزما، بما في ذلك الظهور كضيفة شرف بدور مدمنة للهيروين مثيرة للشفقة في حلقة مسلسل كوجاك عام 1974، فضلا عن الدور الذي شاركت في بطولته باعتبارها حارسة السجن الجنوبي الشريرة في فيلم ABC-TV كابوس في مقاطعة بادام عام 1976. شملت أفلامها التلفزيونية الأخرى لهذه الفترة أنظروا ماذا حدث لطفل روزماري (1976)، إس إس تي: طيران الموت (1977)، وفي مسلسل دالاس، خلال مواسم 1978-1979، كسكرتيرة جي أر إيوينغ، جولي غراي، شخصية شبه منتظمة. قتلت شخصيتها في المسلسل.

### الأعمال اللاحقة
رفضت لويز المشاركة في أي من الأفلام التلفزيونية الثلاثة المعاد تجميعها من جديد لجزيرة جيليجان. وظلت تدعي أن العرض دمر حياتها المهنية. تم إعادة صياغة دور جينجر بجوديث بالدوين وكونستانس فورسلند. على الرغم من أنها لم تظهر في هذه الأفلام التلفزيونية، ظهرت على عدد قليل من البرامج الحوارية والخاصة لجزيرة جيليجان الجديدة، بما في صباح الخير يا أمريكا (1982)، والعرض المتأخر (1988) وعرض جائزة تي في لاند 2004 مع باقي أعضاء فريق العمل الأحياء. في عقد 1990، انضمت إلى النجوم بوب دينفر، داون ويلز، وراسيل جونسون في حلقة من روزان. ولم تنضم معهم للفيلم التلفزيوني نجاة جزيرة جيليجان (2001)، شارك ويلز في إنتاجه. قدمت شخصيتها كريستين دالتون في الفيلم التلفزيوني، ترددت شائعات حول علاقاتها مع نجم السلسلة دينفر، ولكن في عام 2005، كتبت ذكرى وجيزة حنون له في موضوع «وداع» نهاية العام في انترتينمنت ويكلي.
في عام 1985، لعبت لويز دور تايلور شابين الثاني والأخير في السلسلة التلفزيونية الطقوس. وتضمنت أدوارها في الأفلام اللاحقة مشاركتها في بطولة فيلم روبرت ألتمان الكوميدي أو.سي. وستيغز (1987) فضلا عن الفيلم الساخر المستقل جوني سوايد (1992) من بطولة براد بيت. ظهرت في مسلسل متزوج ولدي أطفال في دور مس بيك عام 1990.
اعتبارا من عام 2014، عادت لويز إلى عالم التمثيل في الدراما الروحية القادمة النسيج، وفيلم الرعب مراحل متأخرة.

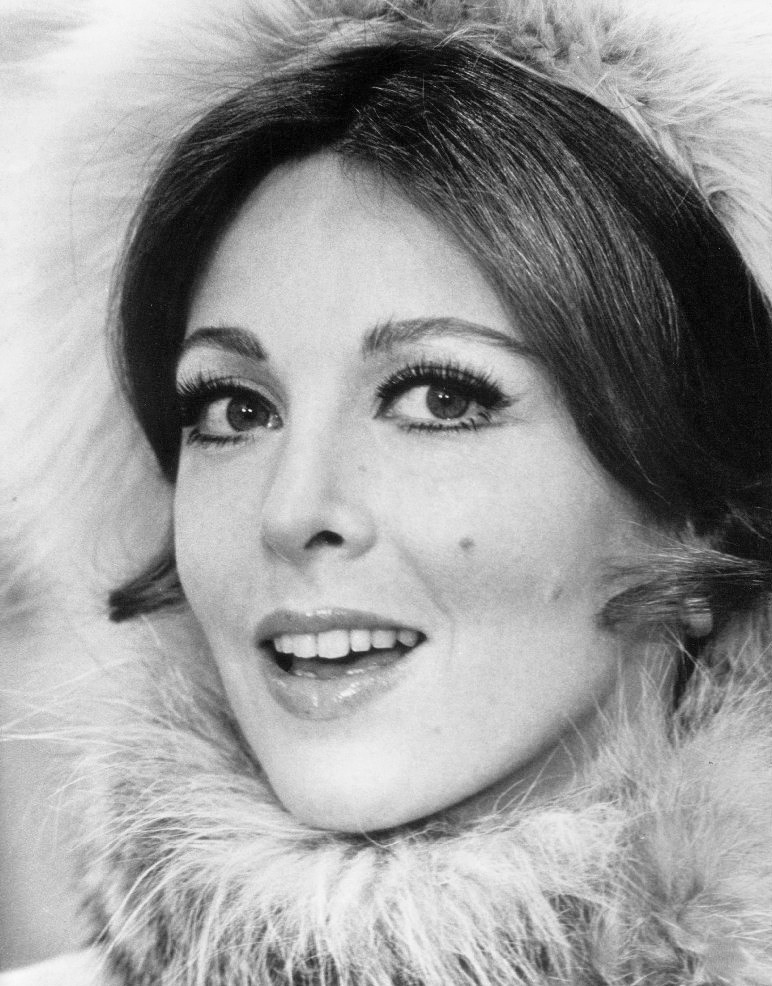
تينا لويز في فيلم النهاية السعيدة عام 1969.

## الموسيقى
قامت لويز بتسجيل ألبوم واحد، وهو حان الوقت لتينا، الذي صدر في الأصل في قاعة حفلات في عام 1957 (قاعة الحفلات 1521)، وأعيد إصداره في وقت لاحق من أورانيا ريكوردز (1958 و1959 على التوالي)، وكان الألبوم مرغوبا وحبوبا، مع الترتيبات التي كتبها جيم تيمينس وأوركسترا بادي ويد، يشمل الألبوم 12 أغنية، تم إعادة إصدار الألبوم على سي دي مرتين، كان آخرها من هاركيت ريكوردز. صدر الألبوم على آي تيونز في عام 2012.

## الحياة الشخصية
من عام 1966 إلى عام 1974، تزوجت لويز الإعلامي والمذيع بالإذاعة والتلفزيون ليز كرين، وأنجبوا ابنة واحدة، كابريس كرين (ولدت عام 1970)، التي أصبحت منتجة بإم تي في وروائية. رواية كرين الأولى، غبي ومعد، نشرت في عام 2006، ونالت ترحيبا حارا بسبب والدتها.
تقيم لويز الآن في مدينة نيويورك. وهي عضوة في أكاديمية فنون السينما والعلوم وعضوة لمدى الحياة في استوديو الفنانون. ونتيجة لمحو الأمية والدفاع الأكاديمي، أصبحت معلمة متطوعة في ليرنينغ ليدرز، وهي منظمة غير ربحية هدفها تقديم الدروس لأطفال المدارس في مدينة نيويورك. فقد كان حبها لمساعدة الطلاب الصغار على اكتساب ليس فقط المهارات الأدبية، ولكن أيضا الثقة، تقرير المصير، وإثبات قدراتهم الذاتية. وقد كتبت كتابين: الأحد: مذكرات (1997) وعندما أكبر (2007). هذا الأخير هو كتاب للأطفال. ونشرت كتاب ثاني للأطفال بعنوان ماذا تفعل النحلة؟

## أعمالها

### الأفلام
| السنة | الفيلم                       | بالإنجليزية                             | الدور                      |
| ----- | ---------------------------- | --------------------------------------- | -------------------------- |
| 1958  | أرض الله الصغيرة             | God's Little Acre                       | غريسيلدا والدن             |
| 1959  | الفخ                         | The Trap                                | ليندا أندرسون              |
| 1959  | الجلاد                       | The Hangman                             | سيلا جينسون                |
| 1959  | يوم من الخروج عن القانون     | Day of the Outlaw                       | هيلين كرين                 |
| 1960  | حصار سيراكيوز                | L'assedio di Siracusa                   | ديانا / أرتيميد / لوكريسيا |
| 1961  | تحيا إيطاليا!                | Viva l'Italia!                          | صحفية فرنسية               |
| 1961  | القيادة المدرعة              | Armored Command                         | ألكسندرا باستيجار          |
| 1964  | لأولئك الذين يفكرون بالشباب  | For Those Who Think Young               | توباز ماكوين               |
| 1967  | صافرة الأنف                  | Il fischio al naso                      | الدكتورة إمير ميهر         |
| 1968  | الطاقم المحطم                | The Wrecking Crew                       | لولا مدينا                 |
| 1969  | كيف تلتزم بالزواج            | How to Commit Marriage                  | لافيرن بيكر                |
| 1969  | الأخيار والأشرار             | The Good Guys and the Bad Guys          | كارميل                     |
| 1969  | النهاية السعيدة              | The Happy Ending                        | هيلين بريكر                |
| 1973  | الدعوة إلى الخطر             | Call to Danger                          | أبريل تيرني                |
| 1975  | زوجات ستبفورد                | The Stepford Wives                      | شارمين ويمبيريس            |
| 1975  | صرخة الموت                   | Death Scream                            | هيلدا موراي                |
| 1976  | أنظروا ماذا حدث لطفل روزماري | Look What's Happened to Rosemary's Baby | مارجين دورن                |
| 1976  | كابوس في مقاطعة بادام        | Nightmare in Badham County              | جرير                       |
| 1977  | إس إس تي: طيران الموت        | SST: Death Flight                       | ماي                        |
| 1977  | فيلم كنتاكي                  | The Kentucky Fried Movie                | صوت                        |
| 1978  | الكلاب الشرسة كئيبة          | Mean Dog Blues                          | دونا ليسي                  |
| 1984  | يوم الكلب                    | Dog Day                                 | نايومي بلو                 |
| 1985  | شرور الليل                   | Evils of the Night                      | كورا                       |
| 1985  | أو.سي. وستيغز                | O.C. and Stiggs                         | فلورنس بوجيرو              |
| 1991  | جوني سوايد                   | Johnny Suede                            | السيدة فونتين              |
| 1997  | مرحبا بكم في ووب ووب         | Welcome to Woop Woop                    | بيلا                       |
| 2014  | مراحل متأخرة                 | Late Phases                             | كلاريسا                    |

### المسلسلات
| السنة      | المسلسل              | بالإنجليزية              | الدور                              |
| ---------- | -------------------- | ------------------------ | ---------------------------------- |
| 1956       | استوديو واحد         | Studio One               | دولوريس                            |
| 1956       | معرض المنتجين        | Producers' Showcase      | مود                                |
| 1957       | عرض فيل سيلفرز       | The Phil Silvers Show    | جينا                               |
| 1957       | ذروة!                | !Climax                  | ماكسين سمنر                        |
| 1961       | حكايات ويلز فارجو    | Tales of Wells Fargo     | هيلين مونتكلير                     |
| 1961       | السلالة الجديدة      | The New Breed            | ستيلا نولاند                       |
| 1962       | كش ملك               | Checkmate                | كش ملك                             |
| 1963       | قانون بيرك           | Burke's Law              | بوني بيلي تيت                      |
| 1963       | الطريق 66            | Route 66                 | روبن                               |
| 1964       | مسرح كرافت المشوق    | Kraft Suspense Theatre   | أنجي باول                          |
| 1964       | السيد برودواي        | Mr. Broadway             | الفتاة                             |
| 1966       | عرض ريد سكيلتون      | The Red Skelton Show     | ديزي جون                           |
| 1964—1967  | جزيرة جيليجان        | Gilligan's Island        | جينجر غرانت                        |
| 1967       | بونانزا              | Bonanza                  | ماري بيرنز                         |
| 1968       | تأخذ اللص            | It Takes a Thief         | آنا مارتين                         |
| 1970       | أيرون سايد           | Ironside                 | كاندي                              |
| 1973       | مانيكس               | Mannix                   | ليندا كول                          |
| 1969—1973  | الحب، النمط الأمريكي | Love, American Style     | السيدة روسي / ويلما / لولا / أودري |
| 1974       | كوجاك                | Kojak                    | أودري نوريس                        |
| 1973, 1974 | قصة شرطة             | Police Story             | أبريل / أنيتا                      |
| 1975       | كانون                | Cannon                   | نيل ديكستر                         |
| 1976       | ماركوس ويلبي، إم دي  | Marcus Welby, M.D.       | سوزان داغر                         |
| 1979       | قارب الحب            | The Love Boat            | بيتي بريكر                         |
| 1978—1979  | دالاس                | Dallas                   | جولي غراي                          |
| 1980       | جزيرة الخيال         | Fantasy Island           | ليزا كورداي                        |
| 1980       | شيبس                 | CHiPs                    | إدي مارشال                         |
| 1982       | مات هيوستن           | Matt Houston             | جيسيكا كولير                       |
| 1983       | السائق نايت          | Knight Rider             | آن تايلر                           |
| 1984—1985  | الطقوس               | Rituals                  | تايلور شابين فيلد فون بلاتين       |
| 1986       | سحر بلاكي            | Blacke's Magic           | لايني وورد                         |
| 1986       | سانتا باربرا         | Santa Barbara            | كاسي دان                           |
| 1986       | سيمون وسيمون         | Simon & Simon            | روبن برايس                         |
| 1990       | متزوج ولدي أطفال     | Married... with Children | مس بيك                             |
| 1994       | كل أولادي            | All My Children          | تيش بريدمور                        |
| 1999       | حرارة لوس أنجلوس     | L.A. Heat                | باتريشيا لودويغسون                 |

### أعمال مسرحية
- 1952: الشركتين
- 1953: الموسم الخامس
- 1953: تقويم جون موراي أندرسون
- 1955: هل النجاح سيفسد روك هنتر؟
- 1956: ليل أبنر
- 1956: تلاشى – ظهر

## تينا لويز في الثقافة الشعبية
- تينا لويز هي واحدة من اثنتين من المشاهير أدرجت أسماءهن من بين العديد من أسماء النساء الأخرى في أغنية فريق B-52 في عام 1979، «52 غيرلز» (الأخرى هي جاكلين أوناسيس).
- أغنية في ألبوم Dirtbombs إذا لم يكن لديك نظرة تسمى «تينا لويز».
- في المسلسل التلفزيوني برغر بوب، تم تسمية ابنتا العائلة، من الكبرى إلى الصغرى، تينا ولويز.
- يوجد مطعم آسيوي في كارلستاند، نيو جيرسي باسم «تينا لويز».[20]

## وصلات خارجية
- تينا لويز على موقع IMDb (الإنجليزية)
- تينا لويز على موقع ألو سيني (الفرنسية)
- تينا لويز على موقع ميوزك برينز (الإنجليزية)
- تينا لويز على موقع تيرنر كلاسيك موفيز (الإنجليزية)
- تينا لويز على موقع أول موفي (الإنجليزية)
- تينا لويز على موقع قاعدة بيانات برودواي على الإنترنت (الإنجليزية)
- تينا لويز على موقع قاعدة بيانات الأفلام السويدية (السويدية)
- تينا لويز على موقع إن إن دي بي (الإنجليزية)
- تينا لويز على موقع ديسكوغز (الإنجليزية)
- تينا لويز على موقع قاعدة بيانات الفيلم (الإنجليزية)
- تينا لويز في تويتر